# Ficheiros de ecran
Ficheiros de ecran, podem ser ou programas tipo Menu, que permitem a escolha de uma opção ou outra (se for composto também por Items), ou o pedido de entrada de dados ou parámetros. São usados no inicio de uma aplicação ou quando essa mesma aplicação, precisa da intervenção humana, para seguir um determinado caminho, ou seja chamar um programa ou outro, agir de uma maneira ou de outra ou ainda quando a aplicação está monitorizada e parou por erro ou instrução para esse efeito. Podem ainda ser ficheiros que são utilizados para carregar com dados a mostar no ecran. Por exemplo: usa-se um ficheiro de ecran com um campo de input, para perguntar ao utilizador qual a zona da qual que a listagem de vendedores, o utilizador pede a 50 e então carrega-se num ficheiro de ecran todos os vendedores da zona 50 e mostra-se no ecran, em outro ficheiro de ecran. Isto num ambiente de AS400 ou RS6000 ou penso eu que mesmo em Unix ou tantos outros. 